# جيرالد نيكولز
جيرالد نيكولز (بالإنجليزية: Gerald Nichols)‏ هو لاعب كرة قدم أمريكية أمريكي، ولد في 10 فبراير 1964 في سانت لويس في الولايات المتحدة.

## وصلات خارجية
- جيرالد نيكولز على موقع مرجع كرة القدم المحترفة.كوم (الإنجليزية)